# Son (akustika)
Son (sone) je psychoakustická jednotka vyjadřující subjektivně vnímanou hlasitost zvuku.
Jedná se (na rozdíl od decibelu) o lineární jednotku.

Jeden son je definován jako hlasitost tónu o frekvenci 1000 Hz a hladině intenzity zvuku L(I) = 40 dB. Tam, kde se objeví jednotka dB, vždy se jedná o poměr veličin a hovoří se o "hladině" dané veličiny. Pro jiné frekvence se musí hodnota přepočítat v závislosti na frekvenční citlivosti lidského sluchu.

## Příklady
| Situace a zdroj zvuku                     | Akustický tlak p pascal | Zvuková hladina Lp dB re 20 µPa | Hlasitost son    |
| ----------------------------------------- | ----------------------- | ------------------------------- | ---------------- |
| Hranice bolesti                           | 100 Pa                  | 134 dB                          | ~ 676 son        |
| Poškození sluchu při krátkodobém působení | 20 Pa                   | od 120 dB                       | ~ 250 son        |
| Proudové letadlo (vzdálené 100 m)         | 6,3 - 200 Pa            | 110 - 140 dB                    | ~ 125 - 1024 son |
| Sbíječka (1 m) / diskotéka                | 2 Pa                    | ~ 100 dB                        | ~ 60 son         |
| Poškození sluchu při dlouhodobém působení | 0,63 Pa                 | od 90 dB                        | ~ 32 son         |
| Silnice se silným provozem (10 m)         | 0,2 - 0,63 Pa           | 80 - 90 dB                      | ~ 16 - 32 son    |
| Osobní auto (10 m)                        | 0,02 - 0,2 Pa           | 60 - 80 dB                      | ~ 4 - 32 son     |
| Televizor (1 m) - pokojová hlasitost      | 0,02 Pa                 | cca 60 dB                       | ~ 4 son          |
| Nevzrušený rozhovor (1 m)                 | 2×10−3 - 6,3×10−3 Pa    | 40 - 50 dB                      | ~ 1 - 2 son      |
| Velmi tichá místnost                      | 2×10−4 - 6,3×10−4 Pa    | 20 - 30 dB                      | ~ 0,15 - 0,4 son |
| Šum listí ve větru, klidný dech           | 6,3×10−5 Pa             | 10 dB                           | ~ 0,02 son       |
| Hranice slyšitelnosti při 2 kHz           | 2×10−5 Pa               | 0 dB                            | 0 son            |

Další jednotkou subjektivní hlasitosti je fón. Vztah mezi nimi ukazuje následující tabulka.
| son | 1  | 2  | 4  | 8  | 16 | 32 | 64  |
| fón | 40 | 50 | 60 | 70 | 80 | 90 | 100 |